# 厳金海
厳 金海（げん きんかい、1962年3月 - ）は、中華人民共和国の官僚・政治家。青海省民和県出身のチベット族。現職は中国共産党チベット自治区委員会副書記、チベット自治区人民代表大会常務委員会主任。

## 経歴
1962年3月、青海省民和県で生まれる。1978年に青海民族学院（現在の青海民族大学）漢語文系漢語言文学専業に入学した。1982年に大学卒業と同時に黄南チベット族自治州民族師範学校の教職員となった。
1984年、黄南チベット族自治州教育局に入局。1990年2月、中国共産党黄南チベット族自治州委員会弁公室副主任。1991年6月、同弁公室主任に昇格。1993年7月、中国共産党黄南チベット族自治州委員会副秘書長に就任。1996年4月、同州党委員会常務委員兼秘書長に昇格。1998年6月、中国共産党玉樹チベット族自治州委員会副書記に転任。2005年1月、党務に転じて海北チベット族自治州に赴任し、海北チベット族自治州党委員会副書記兼同州州長代行に就任した。2008年4月、海北チベット族自治州党委員会書記に昇格。2013年1月、青海省人民政府副省長に任命。2017年5月には同省党委員会常務委員を兼務する。
2020年7月、チベット自治区党委員会副書記に転出。2021年1月18日、ラサ市党委員会書記を兼務。さらに10月8日にはチベット自治区人民政府主席を兼任する。
2022年10月に第20期中国共産党中央委員会委員に選出される。
2024年11月28日に自治区主席を退任。2025年1月22日にチベット自治区人民代表大会常務委員会主任となる。